# Millville, Delaware
Millville är en kommun (town) i Sussex County i Delaware. Vid 2010 års folkräkning hade Millville 544 invånare.